# Sa bàng quang
Sa bàng quang, còn được gọi là bàng quang tăng sinh, là một tình trạng y tế trong đó bàng quang của một phụ nữ phình ra trong âm đạo của người đó. Một số có thể không có triệu chứng. Khác có thể gặp khó khăn khi bắt đầu đi tiểu, tiểu không tự chủ hoặc đi tiểu thường xuyên. Các biến chứng có thể bao gồm nhiễm trùng đường tiết niệu tái phát và bí tiểu. Sa bàng quang và niệu đạo tăng sinh thường xảy ra cùng nhau và được gọi là cystourethrocele. Sa bàng quang có thể ảnh hưởng tiêu cực đến chất lượng cuộc sống.
Nguyên nhân bao gồm sinh con, táo bón, ho mãn tính, nặng nhọc, cắt tử cung, di truyền và bị thừa cân. Cơ chế cơ bản liên quan đến việc làm suy yếu các cơ và mô liên kết giữa bàng quang và âm đạo. Chẩn đoán thường dựa trên các triệu chứng và kiểm tra.
Nếu cystocele gây ra một vài triệu chứng, tránh nâng vật nặng hoặc căng thẳng có thể là tất cả những gì được khuyến nghị. Trong những người có nhiều triệu chứng đáng kể một âm đạo đồ dùng để từ cung nguyên chổ, bài tập cơ vùng chậu, hoặc phẫu thuật có thể được khuyến khích. Loại phẫu thuật thường được thực hiện được gọi là colporrhaphy. Tình trạng trở nên phổ biến hơn với tuổi tác. Khoảng một phần ba phụ nữ trên 50 tuổi bị chứng này ở một mức độ nào đó.

## Dấu hiệu và triệu chứng
Các triệu chứng của sa bàng quang có thể bao gồm:
- phình âm đạo
- cảm giác có thứ gì đó rơi ra khỏi âm đạo
- cảm giác nặng nề hoặc đầy xương chậu [1]
- khó bắt đầu dòng nước tiểu
- một cảm giác đi tiểu không đầy đủ
- đi tiểu thường xuyên hoặc khẩn cấp [1]
- đại tiện không tự chủ [10]
- nhiễm trùng đường tiết niệu thường xuyên [4]
- đau lưng và xương chậu
- mệt mỏi
- quan hệ tình dục đau đớn
- chảy máu [11]

Bàng quang đã rơi từ vị trí bình thường của nó và vào âm đạo có thể gây ra một số hình thức không tự chủ và làm trống bàng quang không hoàn toàn.

### Biến chứng
Các biến chứng có thể bao gồm bí tiểu, nhiễm trùng đường tiết niệu tái phát và không tự chủ. Thành âm đạo trước có thể thực sự nhô ra mặc dù âm đạo trong âm đạo (mở). Điều này có thể can thiệp vào hoạt động tình dục. Nhiễm trùng đường tiết niệu tái phát là phổ biến đối với những người bị bí tiểu. Ngoài ra, mặc dù cystocele có thể được điều trị, một số phương pháp điều trị có thể không làm giảm bớt các triệu chứng phiền hà, và có thể cần phải điều trị thêm. Cystocele có thể ảnh hưởng đến chất lượng cuộc sống, phụ nữ có cystocele có xu hướng tránh rời khỏi nhà và các tình huống xã hội. Kết quả tiểu tiện không tự chủ khiến phụ nữ có nguy cơ bị đưa vào viện dưỡng lão hoặc cơ sở chăm sóc dài hạn.